# Gérard Le Rond
Gérard Le Rond est un boucher de la ville Chièvres dans le Hainaut dont l'assassinat au XIIIe siècle déclencha la Guerre des Ronds.

## Récit
(essentiellement d'après,)
En 1251, la comtesse de Hainaut, Marguerite, surnommée La Noire Dame, donne pleins pouvoirs à 300 sicaires (fiscaux) flamands, qualifiés aussi de vassaux pour pressurer et mettre à mal le comté.
À Chièvres, fin octobre 1252, ces fiscaux veulent saisir, sous prétexte de taxe impayée, un bœuf appartenant à un boucher nommé Gérard Le Rond. La querelle dégénère en rixe et Le Rond y perd la vie. Forts de l'appui du peuple et des nobles, les six fils de Gérard réunissent une soixantaine d'amis, dressent des embuscades aux vassaux de Marguerite et les mettent à mort.
Ensuite, ils cherchent asile à Thuin, sur les terres de l'évêque de Liège, d'où ils écrivent au bailli du Hainaut pour lui promettre de mettre à mort tous les vassaux. Ainsi commença la conjuration des Ronds.
Les Ronds portaient un O couronné sur le capuchon ou la tunique et devinrent de plus en plus nombreux. Jean d'Avesnes profita des troubles qu'ils occasionnaient dans le Hainaut pour s'emparer du comté; il les enrôla, sous la conduite de son cousin, Nicolas V de Rumigny, seigneur de Chièvres, pour l'expédition de Zélande, en 1253 (bataille de Westkapelle sur l'île de Walcheren). Ils y firent preuve d'une grande bravoure. 
Deux ans plus tard, au nombre de 700, ils défendirent le château d'Enghien contre le comte Charles d'Anjou, frère de Louis IX.

## Analyse
La guerre des Ronds est un épisode de la guerre de succession de Flandre et du Hainaut.
Le premier récit provient de l'Histoire du Hainaut (Annales historiae illustrium principum Hannoniae - Annales historiques des nobles princes du Hainaut) de Jacques de Guyse (c1340 - 1399).
Bien qu'accepté par plusieurs pairs, ce récit ne serait, selon l'historien A.Wouters, qu'une fable,